# Miran

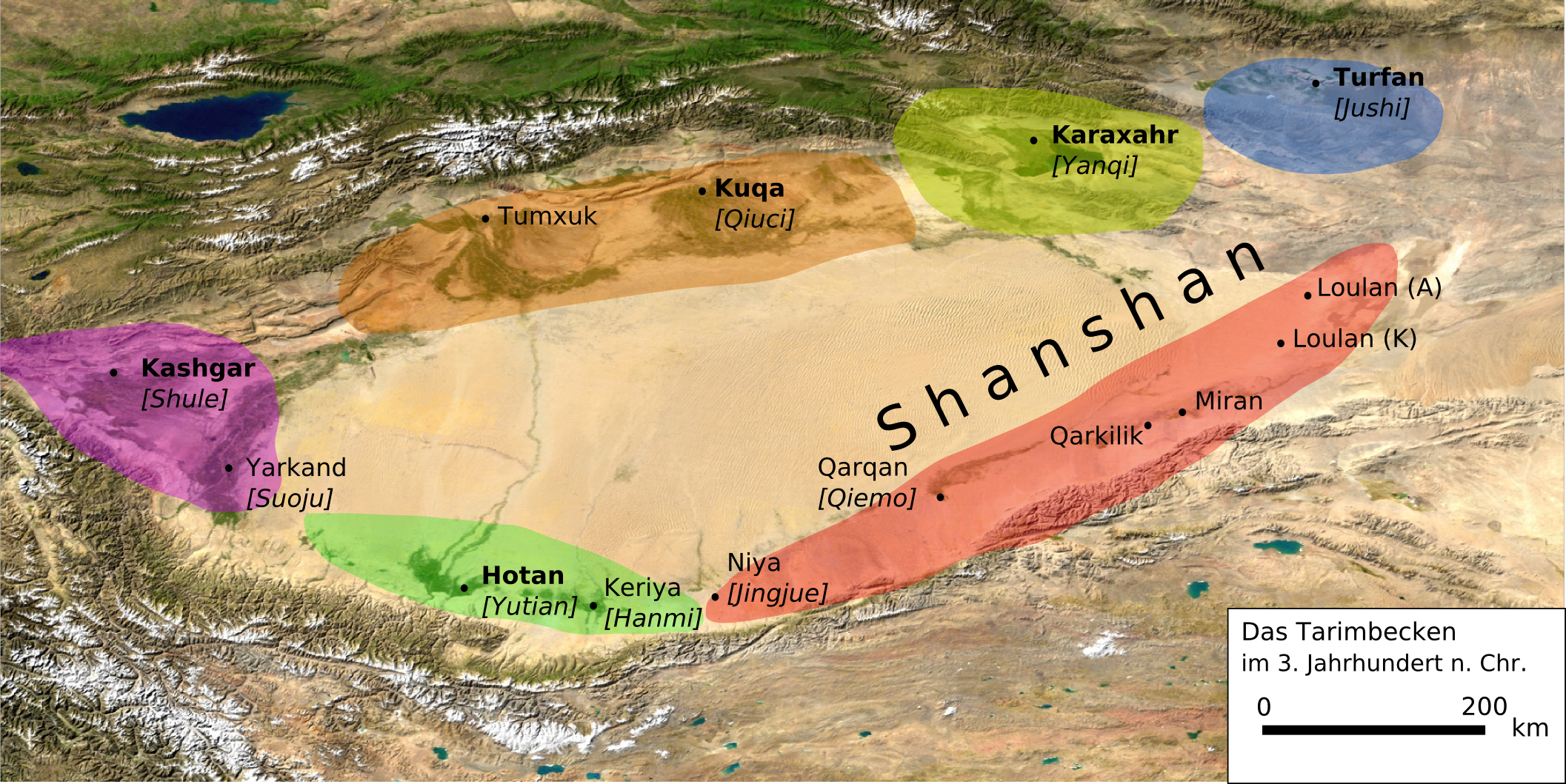
Miran im Tarimbecken des 3. Jahrhunderts n. Chr.

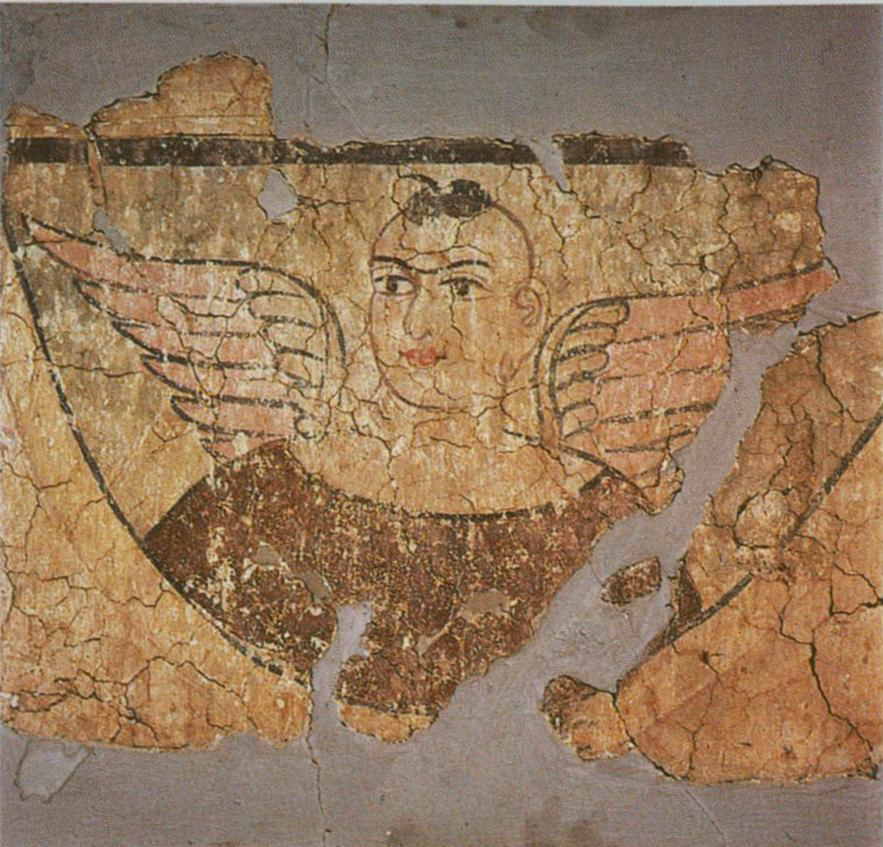
Römische Einflüsse verratendes Fresko von einer alten Stupa, Miran

Miran (chinesisch 米兰遗址, Pinyin Mǐlán yízhǐ) ist eine antike Oasenstadt. Sie liegt im Norden des Lop Nor, zwischen Qarqan (Cherchen, chin. Qiemo) und Dunhuang auf der südlichen Route der Seidenstraße im Kreis Qakilik (若羌县) des Mongolischen Autonomen Bezirks Bayingolin im Uigurischen Autonomen Gebiet Xinjiang der Volksrepublik China.
Die antike Oasenstadt liegt auf dem Verwaltungsgebiet des heutigen Dorfes Miran (chinesisch 米兰村, Pinyin Mǐlán cūn), das zum „Produktions- und Aufbaukorps Nr. 36“ (兵团三十六团) des Kreises Qakilik gehört, etwa 80 km nordöstlich von Ruoqiang, dem Sitz der Kreisregierung. 
Koordinaten: 39° 14′ N, 88° 58′ O